# Grzbiet Pacyficzno-Antarktyczny

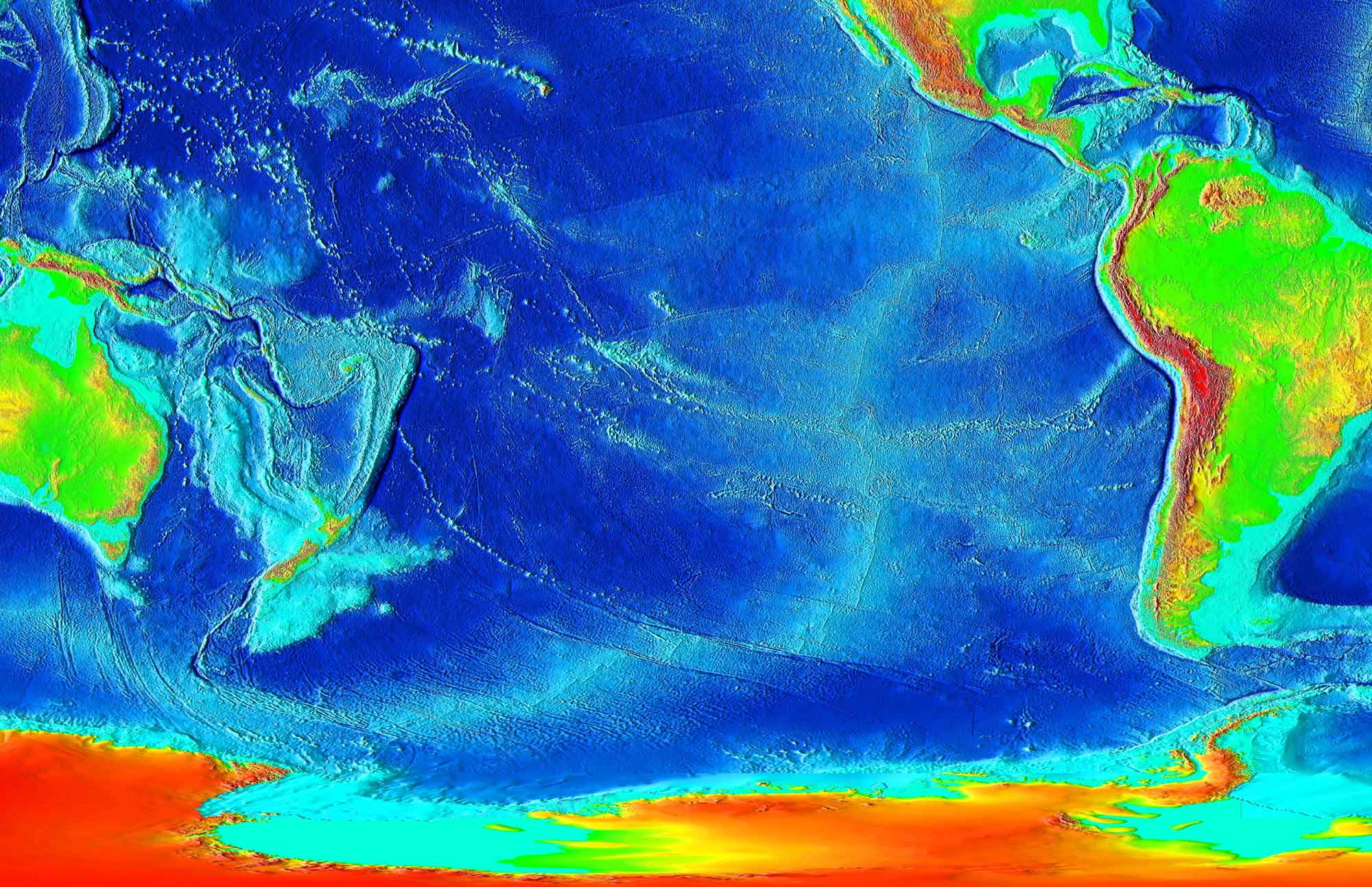
Grzbiet Południowopacyficzny i Grzbiet Wschodniopacyficzny

Grzbiet Pacyficzno-Antarktyczny, także Grzbiet Południowopacyficzny – fragment systemu grzbietów śródoceanicznych położony w południowej części Oceanu Spokojnego.
Oddziela on leżącą na północy płytę pacyficzną od leżącej na południu płyty antarktycznej.
Na zachodzie łączy się z Grzbietem Australijsko-Antarktycznym w rejonie węzła potrójnego Macquarie, a na wschodzie z Grzbietem Scotia.